# Maurice Choriol
 (juillet 2025).
Motif : Les seules sources citées, au moment de la pause de ce bandeau, sont un site d'entreprise allemand et la presse régionale.
- Archive Wikiwix
- Bing
- Cairn
- DuckDuckGo
- E. Universalis
- Gallica
- Google
- G. Books
- G. News
- G. Scholar
- Persée
- Qwant
- (zh) Baidu
- (ru) Yandex
- (wd) trouver des œuvres sur Wikidata

| 1. | Préciser le motif de la pose du bandeau. | Précisez le motif de la pose du bandeau en utilisant la syntaxe suivante : {{admissibilité à vérifier\|date=août 2025\|motif=remplacez ce texte par le motif}}                       |
| 2. | Informer les utilisateurs concernés.     | Pensez à avertir le créateur de l'article, par exemple, en insérant le code ci-dessous sur sa page de discussion : {{subst:avertissement admissibilité à vérifier\|Maurice Choriol}} |

Mauritius Choriol, osb, né Alain Choriol le 22 novembre 1959 à Erstein (Bas-Rhin) et mort le 9 juillet 2025 à Saint-Wendel (Sarre, Allemagne), est un ecclésiastique français, notamment abbé de l'abbaye de Tholey en Sarre.

## Biographie
Le père Mauritius a une formation de cuisinier et pendant vingt ans travaille dans divers restaurants du Luxembourg, où il devient un chef réputé. Il entre en 1983 dans l'ordre de Saint-Benoît à l'abbaye Saint-Maurice de Tholey et émet sa profession solennelle en 1990. Après des études de théologie à l'université de Fribourg (Suisse), il est ordonné prêtre en 1993 à Tholey. Il devient peu après cellérier de l'abbaye.
Il est choisi par la communauté comme prieur-administrateur pour une période de trois ans, le 8 septembre 2008, après la démission pour raison de santé de son abbé, le T.R.P. Macaire Hebler, osb. Il est réélu prieur-administrateur en 2011. Pendant ces deux mandats, le père Mauritius a dû faire face à d'énormes défis pour la sauvegarde spirituelle et matérielle de l'abbaye. Le 22 juillet 2014, les moines ont élu Mauritius Choriol 84e abbé de Tholey. La bénédiction du nouvel abbé par l'évêque de Trèves Stephan Ackermann, a eu lieu le 21 septembre 2014.

## Sources
- (de) Cet article est partiellement ou en totalité issu de l’article de Wikipédia en allemand intitulé « Mauritius Choriol » (voir la liste des auteurs).